# Onirion personatum
Onirion personatum är en tvåvingeart som först beskrevs av Lutz 1904.  Onirion personatum ingår i släktet Onirion och familjen stickmyggor. Inga underarter finns listade i Catalogue of Life.